# Leon Pousthomis

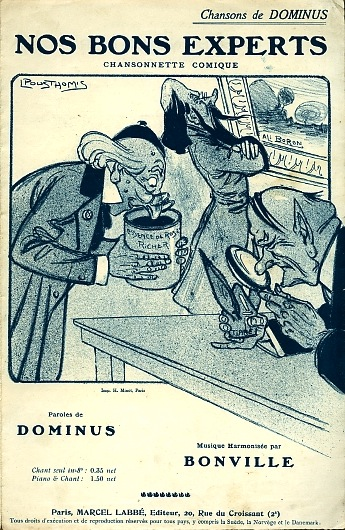
Nos bons experts (circa 1910)

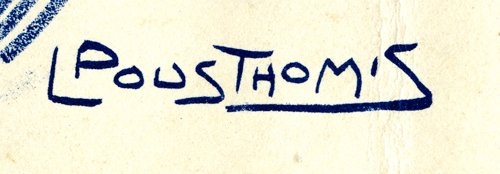
Signatuur Léon Pousthomis

Léon Auguste Pousthomis Cesaire (werknaam Leon Pousthomis) (Parijs, 21 december 1881 – Verdun, 28 maart 1916) was een Franse ontwerper van litho's en karikaturen.
Hij werkte voornamelijk voor de Parijse muziekuitgeverijen Eduard Salabert, Editeur H. Pion, F.D. Marchetti, E. Bousquet, Edition Leon, L. Benéch, P. Codini, Edition Lucien, Marcel Labbé, Editions Universelles, Editeur Choudens, H. Delormel en anderen, waarvoor hij ruim 500 bladmuziekomslagen maakte in de jaren 1900 tot 1916. Verder ontwierp hij grafische reclame, ansichtkaarten en tekeningen voor de satirische pers.
Zijn bladmuziekomslagen, ontwierp hij in zeer verschillende stijlen: friezen, pointillistische landschappen of een romantisch drama, militaire scènes, cartoonzangers (Ouvrard , Berard , Fragson , Montel , Mayol) portretten van vrouwen en realistisch geanimeerde scènes. Zijn laatste illustraties, scènes van de loopgraven werden realistisch getekend in 1915-1916.
Hij was Sergeant in het 69e Infanterie Regiment tijdens de Eerste Wereldoorlog , hij werd gedood 35 jaar oud tijdens de Slag bij Verdun in het bos van Hesse (Maas) op 28 maart 1916. Hij werd onderscheiden met het Croix de Guerre.
Hij is begraven op de begraafplaats van Père-Lachaise.